# تامشاشاط (تامشاشاط)
تامشاشاط هي إحدى مشيخات المملكة المغربية، تتبع جغرافيا لإقليم الحاجب وإداريًا لتامشاشاط. يقدر عدد سكانها بـ 4151 نسمة حسب الإحصاء الرسمي للسكان والسكنى لسنة 2004.